# Shouf

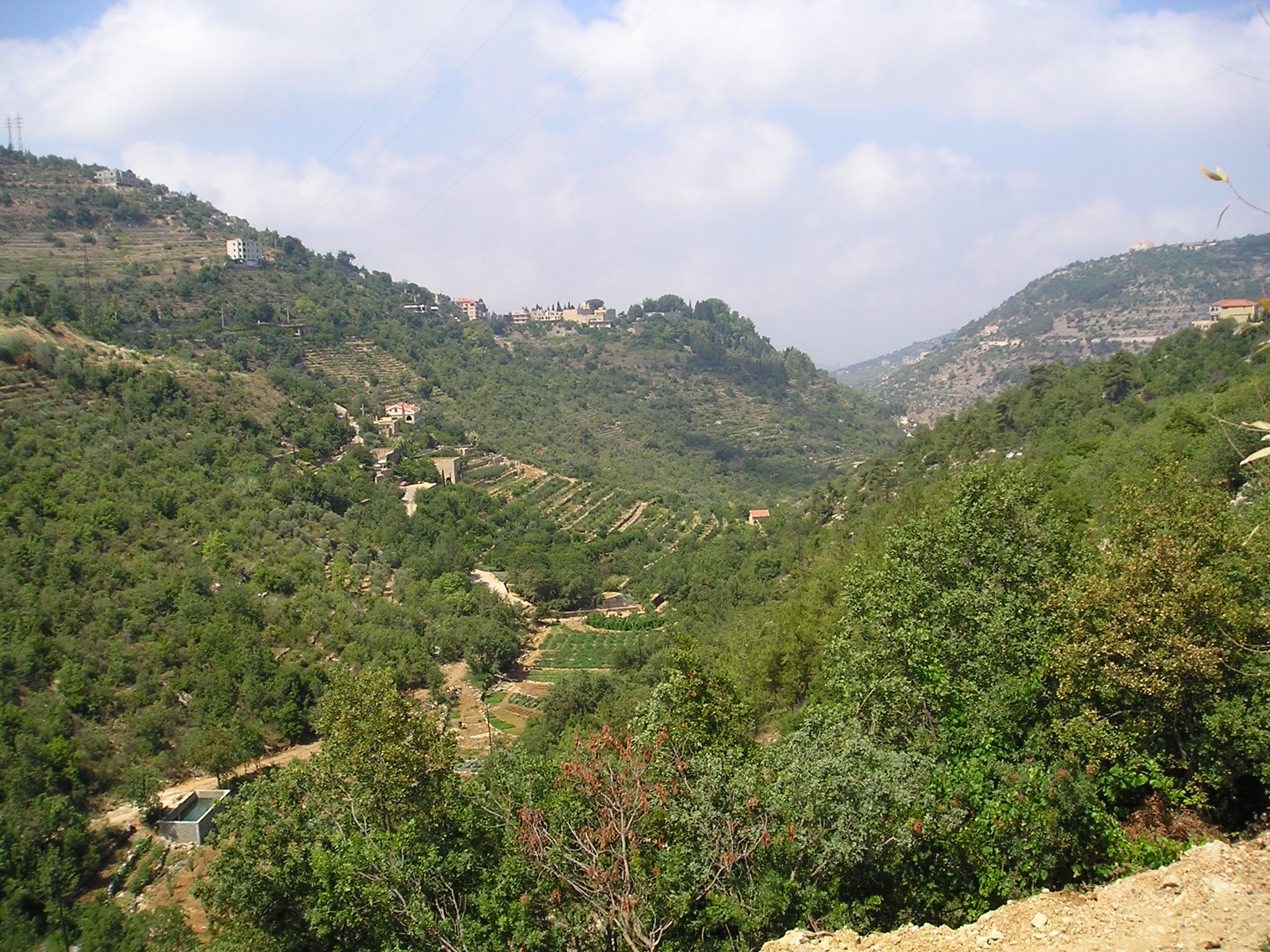
Montanhas Chouf

Shouf (também escrito Chouf, Shuf ou Chuf, em Árabe جبل الشوف Jebel ash-Shouf) é uma região histórica  montanhosa na República Libanesa e também um distrito na  província (mohafazat) do Monte Líbano. Shouf sediou o governo libanês exercido pelos Emires druzos da dinastia Maanita. Abriga até a atualidade o maior contingente da população drusa existente no Líbano. Está situada a sudeste de Beirute.

## Atrações turísticas

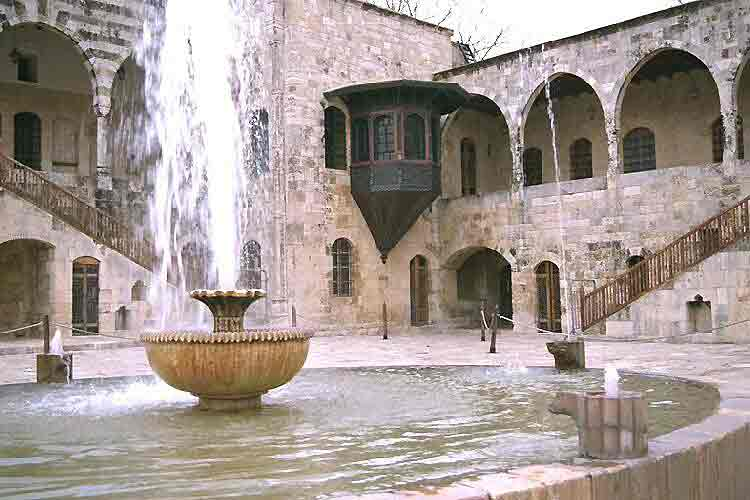
Beit-eid-Din

- Château Moussa
- Beit-eid-Din
- Deir-el-Qamar